# José Adrián Bonilla
José Adrián Bonilla (Paraíso, 28 de abril de 1978) es un ex ciclista costarricense, ganador en dos oportunidades de la Vuelta a Costa Rica.
Debutó como profesional en el año 2004 con el equipo Comunidad Valenciana.
En 2006, en el marco de la Operación Puerto, fue identificado por la Guardia Civil como cliente de la red de dopaje liderada por Eufemiano Fuentes, bajo el nombre en clave Bonilla Alfredo. Bonilla no fue sancionado por la Justicia española al no ser el dopaje un delito en España en ese momento, y tampoco recibió ninguna sanción deportiva al negarse el juez instructor del caso a facilitar a los organismos deportivos internacionales (AMA, UCI) las pruebas que demostrarían su implicación como cliente de la red de dopaje.
En el 2014  José Adrián se retira como ciclista activo y será ahora el director técnico del equipo Coopenae Economy Movistar.
En 2016 el equipo Coopenae Extralum bajo su dirección técnica es disuelto luego de que cuatro de sus corredores dieran positivo en pruebas antidopaje, estos fueron suspendidos por la Unión Ciclista Internacional.

## Palmarés
1999
- Ganador de la etapa 11 Vuelta a Costa Rica

2001 (como amateur)
- Campeonato de Costa Rica en contrarreloj
- Ruta de los Conquistadores

2002 (como amateur)
- 1 etapa de la Vuelta a Costa Rica
- Primero general en la Vuelta Higuito
- Primero general en la Vuelta a Chiriquí

2003 (como amateur)
- Vuelta a Costa Rica, más 1 etapa
- Primero general Vuelta a Zamora 1 ª Fase 2
- Primero general Vuelta a Galicia
- 1 ª Fase 1 Vuelta a Chiriquí

2004
- 1 etapa del GP Estremadura - RTP
- Campeonato de Costa Rica en ruta

2008 (como amateur)
- etapas 10 y 12 de la Vuelta a Costa Rica
- Primera Copa Nacional Protecto
- Primero general Clásica Poás
- Primero general de la Vuelta a Chiriquí, más las etapas 6, 8 y 9
- 1 ª Etapa 3 Vuelta a San Carlos

2009 (como amateur)
- etapas 6 y 11 de la Vuelta a Costa Rica
- Campeonato de Costa Rica en contrarreloj
- 1 ª Etapa 4 Vuelta a San Carlos
- Primero en Prólogo de la Vuelta a Chiriquí

2010 (como amateur)
- Campeonato de Costa Rica en contrarreloj
- Primero Desafío Powerade
- Primero Juegos Centroamericanos en contrarreloj

2011 (como amateur)
- Vuelta a Costa Rica, más las etapas 7 y 10
- Campeonato de Costa Rica en contrarreloj
- 2 etapas de la Vuelta Higuito

2013 (como amateur)
- 3.º en el Campeonato de Costa Rica en contrarreloj

## Equipos
- Comunidad Valenciana (2004-2006)
- Fuerteventura-Canarias Team (2007)